# (6900) 1988 XD1
(6900) 1988 XD1 (1988 XD1, 1958 VZ, 1978 WF16, 1981 TQ, 2001 KF78) — астероїд головного поясу.
Тіссеранів параметр щодо Юпітера — 3,624.